# Bosschaatsenrijder
De bosschaatsenrijder (Gerris gibbifer) is een wants uit de familie van de Gerridae (Schaatsenrijders). De soort werd het eerst wetenschappelijk beschreven door Theodor Emil Schummel in 1832.

## Uiterlijk
De redelijk grote schaatsenrijder is bijna altijd macropteer, heel soms submacropteer en kan 10 tot 13 mm lang worden. Het lijf is olijfzwart, de bovenkant en het halsschild zijn bedekt met goudkleurige haartjes en de aders zijn goed zichtbaar op de voorvleugels. Op het zwarte halsschild bevindt zich vooraan een gele middenlijn die uitloopt in een dunne zwarte opstaande rand. Langs de zijrand loopt een kleine gele lijn. Aan de onderkant is bij de mannetjes een gele vlek te zien op het achterlijf, bij vrouwtjes kan deze afwezig zijn. De pootjes zijn bruin met op het voorste dijbeen een grote langwerpige zwarte vlek aan de buitenkant en een kleinere aan de binnenkant. De antennes zijn in zijn geheel zwartbruin. De wants kan verward worden met de poelschaatsenrijder (Gerris lacustris), die heeft vooraan op het halsschild geen gele middenlijn. De bosschaatsenrijder lijkt ook op de zilveren schaatsenrijder (Gerris argentatus), maar die is kleiner en heeft de kenmerkende zilverwitte haartjes achter het halsschild. Een andere schaatsenrijder uit hetzelfde genus lijkt er ook op, het buiktandje (Gerris odontogaster), daar hebben de mannetjes kenmerkende tandjes op de onderkant van het achterlijf en zijn de voordijen minder geel. Ten slotte lijkt de wants ook nog op de bruine schaatsenrijder (Gerris thoracicus) maar ook die heeft vooraan op het halsschild geen gele middenlijn en heeft een koperkleurige beharing, gele antennes en een gele vlek achter het halsschild.

## Leefwijze
De wants doorstaat de winter als volwassen wants, waarschijnlijk een enkele generatie per jaar. De volwassen dieren worden vanaf maart tot oktober aangetroffen langs oevers van bospoelen, vennen, zwakstromende beekjes, vijvers, meertjes, sloten en kanalen maar ook op open water. De wants leeft aan de oppervlakte van het water. Ze kunnen over het wateroppervlak lopen en ze jagen op kleine insecten, die vlak onder het wateroppervlak leven, bijvoorbeeld muggenlarven, maar vooral van insecten, die in het water zijn gevallen.

## Leefgebied
In Nederland is de soort zeldzaam. Hij komt de laatste decennia op meer plekken voor maar is minder talrijk geworden. Het verspreidingsgebied strekt zich uit van Zuid- en Midden-Europa tot Noord-Afrika.